# Casa de Orsini
La casa de Orsini fue una de las familias nobles más importantes de Italia durante la Edad Media y el Renacimiento. Tradicionalmente una de las más antiguas, ilustres y por siglos la más poderosa de las familias reales italianas.
Poseía antiguamente grandes territorios en Hungría. Los miembros más notables de esta familia fueron los papas Celestino III (1191-1198), Nicolás III (1277-1280) y Benedicto XIII (1724-1730). También engendró a numerosos condottieros (Pier Francesco Orsini, por ejemplo) y a otras figuras políticas o religiosas de importancia.

## Orígenes
Los orígenes de la familia Orsini, despreciando la leyenda, pueden remontarse a un cierto personaje de nombre Ursus de Paro, registrado en Roma en el año 998.
Los Orsini vieron su apogeo en las postrimerías del siglo XII con la unción de Giacinto Orsini como papa Celestino III (1191-1198), cuya generosidad hacia sus sobrinos fue la base de las posesiones terrenales de la familia.
Durante todo el siglo XIII, la alianza con el papado se desarrolló en una firme y provechosa tradición en la Casa de Orsini.

Escudo del papa Celestino III

### Los Orsini como partidarios de losgüelfos y gibelinos
En la lucha política entre papado e imperio, la Casa Orsini abrazó la causa güelfa propapal contra la familia gibelina Colonna, que se oponía al poder del pontífice afirmando la supremacía de la institución imperial.
Los tradicionales rivales de los Orsini eran los miembros de la familia Colonna. Durante siglos, la salvaje rivalidad de estas dos familias magnates dominaron la política de Roma y de su territorio y ensangrentaron sus calles con terribles enfrentamientos armados. 
Los Orsini se han diseminado por Italia y el mundo, siendo numerosos los portadores de dicho apellido, sin contar su descendencia, que han dado origen a diversas familias a lo largo de Europa, América y Oceanía.

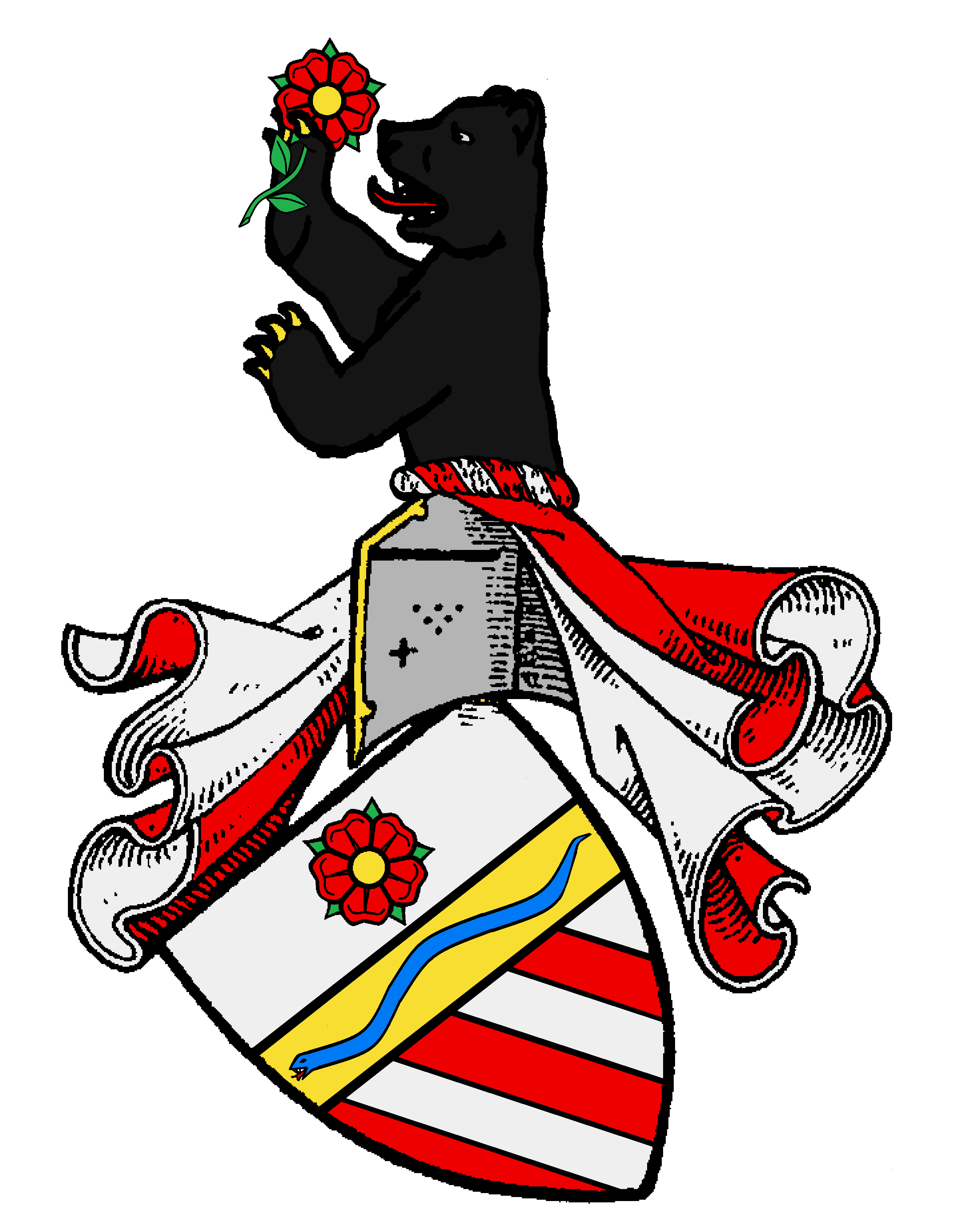

## Exponentes de la familia Orsini

### Papas
- Celestino III (Giacinto Bobone Orsini)
- Niccolò III (Giovanni Gaetano Orsini, cardenal en 1244)
- Benedicto XIII (Pietro Francesco Orsini, cardenal en 1672)

### Cardenales
- Pietro Orsini (1181)
- Matteo Rubeo Orsini (1262)
- Latino Malabranca Orsini O.P. (1278)
- Giordano Orsini (1278)
- Napoleone Orsini (1288)
- Francesco Napoleone Orsini (1295)
- Matteo Orsini O.P. (1327)
- Rinaldo Orsini (1350)
- Giacomo Orsini (1371)
- Poncello Orsini (1378)
- Tommaso Orsini (1382/85)
- Giordano Orsini (1405)
- Latino di Carlo Orsini (1448)
- Cosma Orsini O.S.B. (1480)
- Giovanni Battista Orsini (1483)
- Franciotto Orsini (1517)
- Flavio Orsini (1565)
- Alessandro Orsini (1615)
- Virginio Orsini (1641)
- Domenico Orsini d'Aragona (1743)
- Jon James Amenal(2006)

### Otros
- Clarice Orsini (1453 - 1488), mujer de Lorenzo el Magnífico.
- Gerolama Orsini, (1503 - 1570), noble.
- Giovanni II Orsini, conde de Cefalonia y Zante, déspota de Epiro 1323– 1335.
- Giovanni Antonio del Balzo Orsini, (1386 o 1393 - 1463), noble del Reino de Nápoles.
- Giovanni Battista Orsini (? - 1476), Gran Maestre de la Orden de Malta desde el 1467 hasta el 1476.
- Pietro Gianpaolo Orsini, (.. - 1443), condottiero.
- Latino di Camillo Orsini (1530 c.a. - 1580 c.a.), condottiero y teórico militar.
- Mondilio Orsini (1690 - 1751), arzobispo de Capua desde el 1728 hasta el 1743, pariente del papa Benedicto XIII.
- Napoleone Orsini (1420 - 1480), condottiero.
- Niceforo II Orsini (1329 - 1359), condottiero y déspota de Epiro.
- Paolo Giordano I Orsini (1541 - 1585), primer duque de Bracciano de 1560.
- Raimondo del Balzo Orsini, (1361 - 1406), noble del Reino de Nápoles.
- Rinaldo Orsini, arzobispo de Florencia desde 1474 hasta 1508.
- Rinaldo Orsini (1402 - 1450), condottiero y señor de Piombino
- Cesar Orsini (1984- 2023), profesor asociado en Educación Médica, University of East Anglia, U.K.
- Pablo Orsini (2005-), jugador de fútbol del Embassy FC.